# Anžejs Pasečņiks
Anžejs Pasečņiks (Riga, 20 de dezembro de 1995) é um basquetebolista profissional letão que atualmente está sem clube, tendo como sua última equipe o Washington Wizards. O atleta possui 2,16m e pesa 100 kg, atuando na posição pivô. Foi selecionado na 25ª escolha geral no Draft de 2017 pelo Orlando Magic que o trocou para o Philadelphia 76ers.